# Корея и ООН
Республика Корея (широко известная как Южная Корея) и Корейская Народно-Демократическая Республика (широко известная как Северная Корея) были одновременно приняты в Организацию Объединённых Наций (ООН) в 1991 году. 8 августа 1991 года Совет Безопасности ООН принял Резолюцию 702 Совета Безопасности ООН, рекомендуя оба государства Генеральной Ассамблее ООН для членства. 17 сентября 1991 года Генеральная Ассамблея приняла обе страны в соответствии с Резолюцией 46/1.

## История
12 декабря 1948 года Республика Корея была официально признана Генеральной Ассамблеей ООН (ГА ООН) в соответствии с Резолюцией 195. С тех пор Южная Корея участвовала в ГА ООН в качестве наблюдателя.
В 1950 году Северная Корея вторглась в Южную Корею, и началась корейская война. Совет Безопасности ООН осудил вторжение и «рекомендовал членам Организации Объединённых Наций оказать Республике Корея такую помощь, которая может оказаться необходимой для отражения вооружённого нападения и восстановления международного мира и безопасности в этом районе», и «чтобы все Члены, предоставляющие вооружённые силы и другую помощь … предоставляют такие силы и другую помощь объединённому командованию под управлением Соединённых Штатов Америки, „и уполномочили это новое командование Организации Объединённых Наций“ по своему усмотрению использовать флаг Организации Объединённых Наций в ходе операции против северокорейских войск»… Шестнадцать стран ответили отправкой боевых войск (а ещё пять стран отправили гуманитарную помощь) для поддержки Южной Кореи.
После того как в 1971 году место постоянного члена Совета Безопасности ООН представляющего Китай было изменено с Китайской Республики на Китайскую Народную Республику, Северная Корея также получила статус наблюдателя. Северная Корея никогда не была членом Совета Безопасности ООН. У неё есть постоянное представительство при ООН в Нью-Йорке, а также миссия при ООН в Париже и посол при ООН в отделении ООН в Женеве.
Южная Корея дважды избиралась на должность непостоянного члена Совета Безопасности ООН: сначала на выборах 1995 г. на 1996—1997 гг., а затем на выборах 2012 г. на 2013—2014 гг.
В 2001 году Хан Сын Су из Южной Кореи председательствовал в ГА ООН. В 2006 году Пан Ги Мун из Южной Кореи был избран Генеральным секретарём ООН. Он был переизбран в 2011 году.
С 2005 года ГА ООН ежегодно принимает резолюцию, осуждающую ситуацию с правами человека в Северной Корее.
В декабре 2019 года посол США в ООН Келли Крафт заявила на заседании Совета Безопасности ООН, созванном по её просьбе, что США готовы предпринять «одновременные шаги» с Северной Кореей для достижения мира. Но она также предостерегла северных корейцев от проведения дальнейших ракетных испытаний.

## Комментарии
1. ↑  Впервые от признания отказались Советский Союз и другие коммунистические государства[англ.].

## Дальнейшее чтение
- Korea and the United Nations. — ISBN 978-90-411-1382-5.
- South Korea in the United Nations: Global Governance, Inter-Korean Relations and Peace Building. — ISBN 978-1-78634-193-8.
- North Korea's Policy Toward the United Nations.